# Maurice Donnay
Charles Maurice Donnay (12 de octubre de 1859-31 de marzo de 1945) fue un dramaturgo francés.

## Biografía
Donnay nació en una familia de clase media en París en 1859. Su padre era ingeniero ferroviario e inicialmente Donnay siguió una profesión similar, estudiando en la École centrale des arts et manufactures en 1882.
Con Alphonse Allais, Donnay comenzó escribiendo material para el célebre cabaret Le Chat Noir.
Donnay hizo su serio debut como dramaturgo en el pequeño escenario de Le Chat Noir con Phryne (1891), una serie de escenas griegas. Le siguió en 1892 Lysistrata, una comedia en cuatro actos, primera obra de teatro de Donnay con Gabrielle Réjane en el papel principal. Con Amants en 1895 obtuvo un gran éxito y la obra fue aclamada por Jules Lemaître como la Berenice del drama francés contemporáneo. Sus obras fueron interpretadas por famosos actores como Cécile Sorel, Réjane y Lucien Guitry.
El 14 de febrero de 1907, Donnay fue elegido miembro de la Academia Francesa, en sustitución del difunto Albert Sorel.

## Obras
- Phryné (1891)
- Lysistrata (1892), en colaboración con Maurice Leblanc (Acto II, escena 7)
- Folle Entreprise (1894)
- Pension de famille (1894)
- Complices (1895), en colaboración con M. Groselande
- Amants (1895), en el Théâtre de la Renaissance con Jeanne Granier interpretando el papel de Claudine Rozeray
- La Douloureuse (1897)
- L'Affranchie (1898)
- Georgette Lemeunier (1898)
- Le Torrent (1899), interpretada en la Comédie Française
- Éducation de prince (1900)
- La Clairière (1900)
- Oiseaux de passage (1904), en colaboración con Lucien Descaves
- La Bascule (Igor)
- L'Autre danger, interpretada en la Comédie Française (1902)
- Le Retour de Jérusalem (1903)
- L'Escalade (1904)
- Paraître (1906), interpretada en la Comédie-Française con Berthe Cerny como Christiane Margès